# Bogaczów (Powiat Zielonogórski)
Das Dorf Bogaczów deutsch Groß Reichenau liegt in der Woiwodschaft Lebus und gehört zur Gmina Nowogród Bobrzański.

## Sehenswürdigkeiten
- Die Katholische Filialkirche St. Laurentius wurde im 14. Jahrhundert gebaut. Das Altargemälde der Muttergottes stammt aus der 2. Hälfte des 17. Jahrhunderts; das Gemälde der vier Evangelisten von W.Kucharski von 1886. Teile der Ausstattung kommen aus dem ehemals zu Polen gehörenden Teil der Ukraine.[1]
- Das Schloss aus dem 16. und 17. Jahrhundert ist von einem Landschaftspark aus der 2. Hälfte des 19. Jahrhunderts umgeben.
- Das Gutshaus entstand Ende des 17. Jahrhunderts.[1]

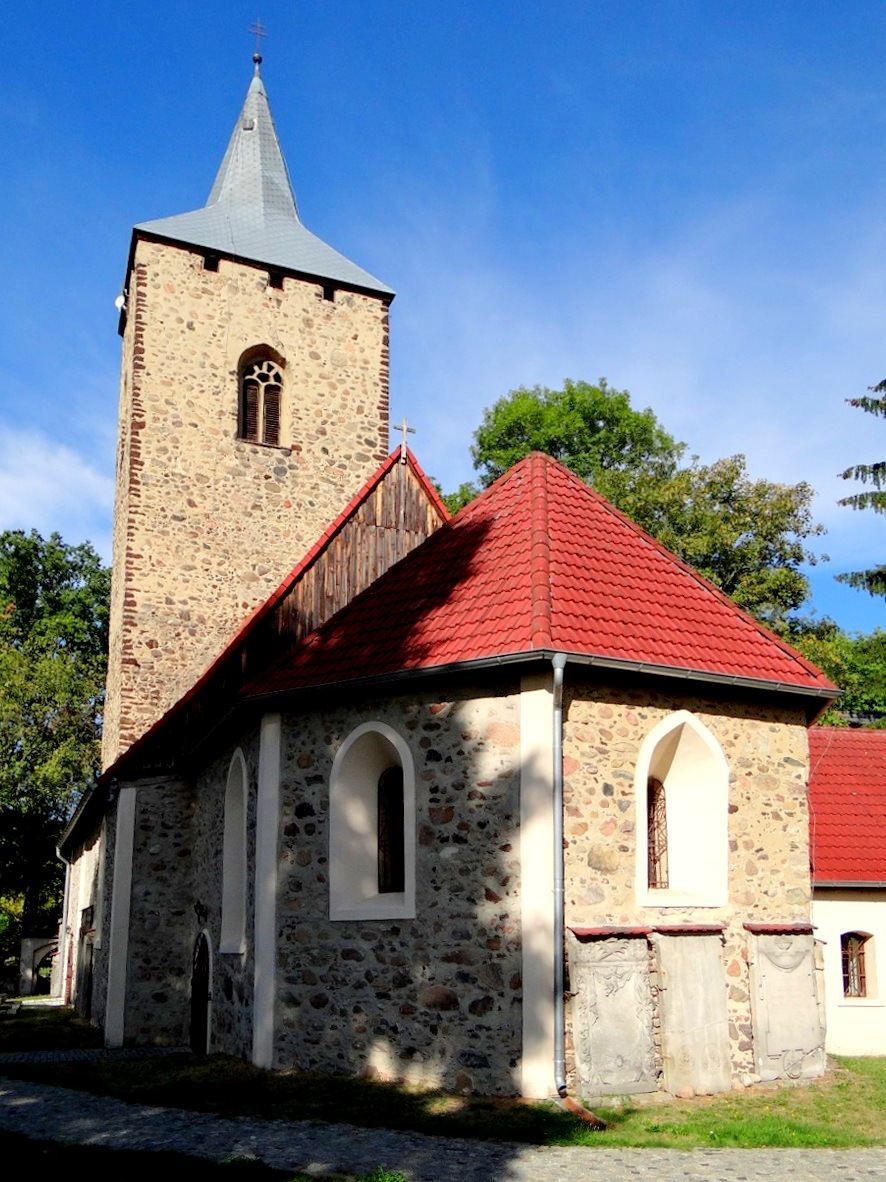
St. Laurentius
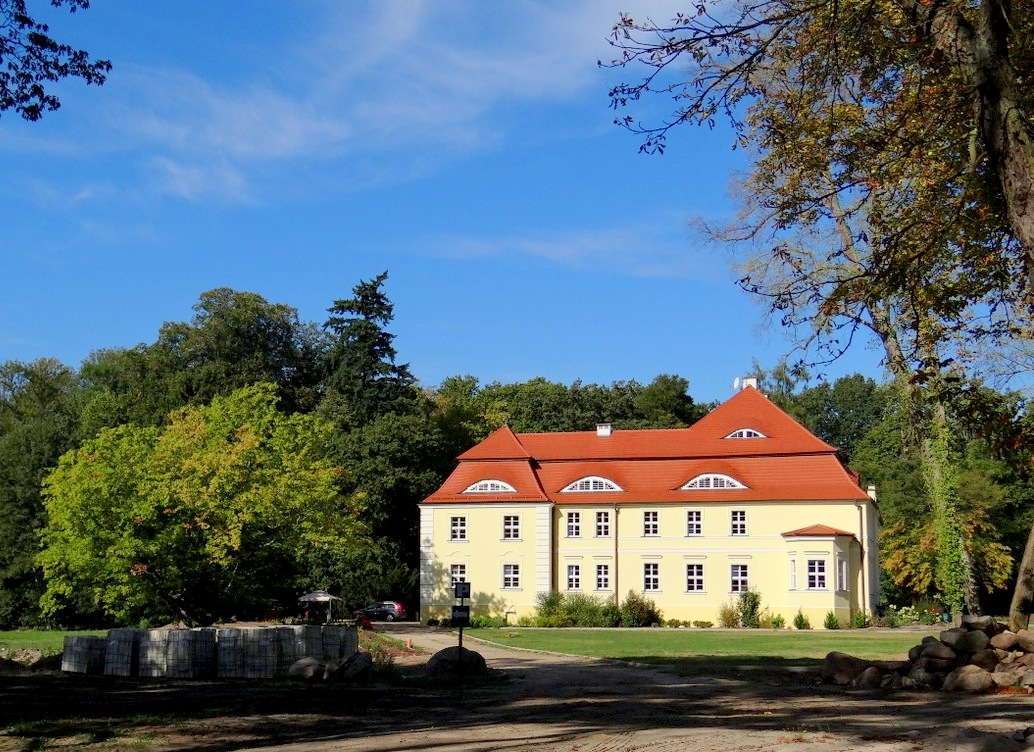
Das Gutshaus